# Георгиевич, Деян
Деян Георгиевич (серб. Дејан Георгијевић; 19 января 1994, Белград, СРЮ) — сербский футболист, нападающий венгерского клуба «Ференцварош», выступающий на правах аренды за казахстанский клуб «Иртыш» Павлодар.

## Карьера
Футбольную карьеру начал в 2010 году в составе клуба «Земун».
В 2012 году стал игроком сербского клуба «Телеоптик».
В 2015 году на правах перешёл в клуб «Инджия», за который провел 27 матчей.
Летом 2019 года на правах аренды перешёл в казахстанский клуб «Иртыш» Павлодар.

## Достижения

### Командные
«Ференцварош»
- Серебряный призёр чемпионата Венгрии (1): 2017/2018

«Партизан»
- Обладатель Кубка Сербии (1): 2018/2019